# Rzeczenica (gemeente)
De gemeente Rzeczenica is een landgemeente in het Poolse woiwodschap Pommeren, in powiat Człuchowski.
De gemeente bestaat uit 7 administratieve plaatsen solectwo: Breńsk (met: Przyrzecze, Dzików, Łuszczyn, Gockowo, Zalesie), Brzezie (z miejscowościami Trzmielewo en Jeziernik), Gwieździn (met Zbysławiec), Międzybórz (met: Przeręba, Sporysz, Cierniki, Iwie, Jelnia en Zadębie), Olszanowo (z miejscowościami Garsk en Grodzisko), Pieniężnica (z miejscowością Knieja), Rzeczenica (met Bagnica en Lestnica).
De zetel van de gemeente is in Rzeczenica.
Op 30 juni 2004 telde de gemeente 3735 inwoners.

## Oppervlakte gegevens
In 2002 bedroeg de totale oppervlakte van gemeente Rzeczenica 274,92 km², waarvan:
- agrarisch gebied: 27%
- bossen: 66%

De gemeente beslaat 17,46% van de totale oppervlakte van de powiat.

## Demografie
Stand op 30 juni 2004:
| Omschrijving                   | Totaal | Totaal | Vrouwen | Vrouwen | Mannen | Mannen |
| ------------------------------ | ------ | ------ | ------- | ------- | ------ | ------ |
| eenheid                        | aantal | %      | aantal  | %       | aantal | %      |
| inwoners                       | 3735   | 100    | 1925    | 51,5    | 1810   | 48,5   |
| bevolkingsdichtheid (inw./km²) | 13,6   | 13,6   | 7       | 7       | 6,6    | 6,6    |

In 2002 bedroeg het gemiddelde inkomen per inwoner 1728,71 zł.

## Aangrenzende gemeenten
Biały Bór, Czarne, Człuchów, Koczała, Przechlewo, Szczecinek